# Josep Maria Camps i Arnau

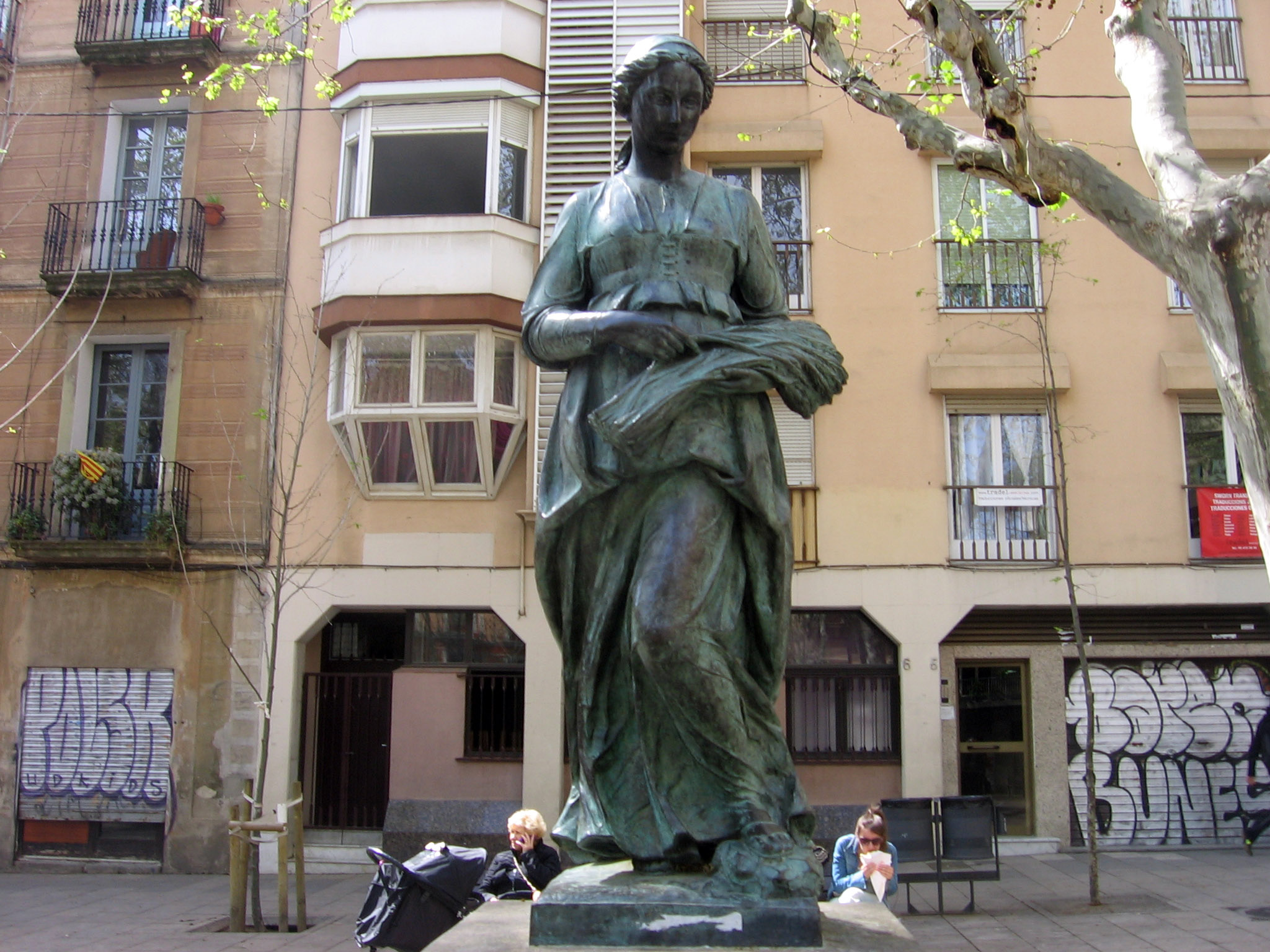
Fuente de Rut (1949), plaza de la Virreina, Barcelona

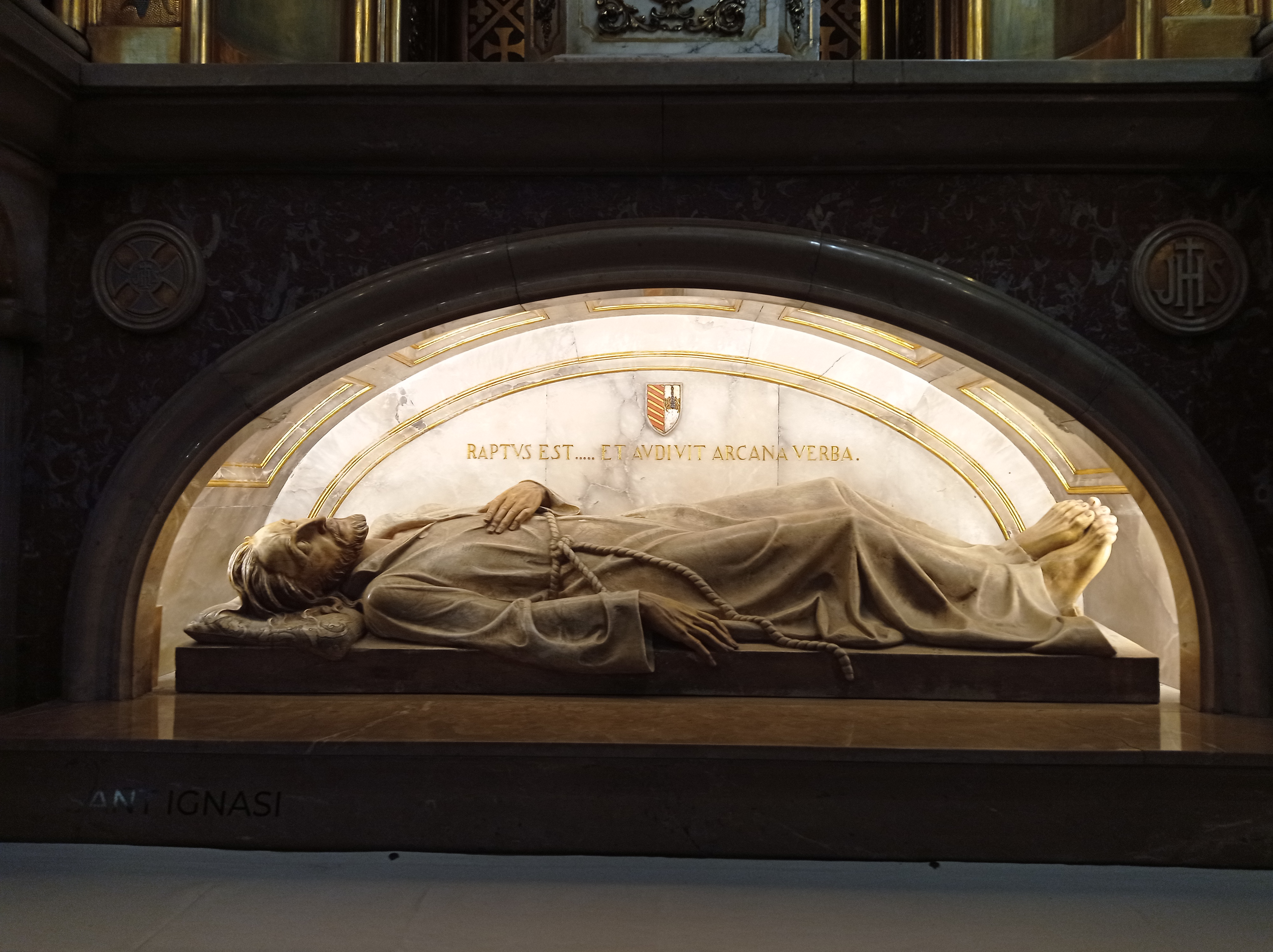
Rapto de San Ignacio, Catedral del Espíritu Santo de Tarrasa

Josep Maria Camps i Arnau (Sarriá, 29 de octubre de 1879-Barcelona, 6 de febrero de 1968) fue un escultor español, especializado en imaginería religiosa.

## Vida y obra
Estudió en la Escuela de la Lonja, donde fue discípulo de Agapito Vallmitjana. Posteriormente trabajó en el taller de Pere Carbonell. En 1912 ganó la tercera medalla en la Exposición Nacional de Escultura.
Vivió toda su vida en el barrio de Gracia, donde estuvo vinculado a asociaciones culturales como el Centre Moral i Instructiu de Gràcia y Lluïsos de Gràcia, entidad esta última que presidió entre 1903-1905 y 1907-1909, hasta que se casó. En Gracia tiene numerosas tallas en iglesias de la zona, como el Oratorio de San Felipe Neri, San Juan de Gracia y San Miguel de los Santos. 
Una de sus obras más importantes es el monumento dedicado en 1950 al cardenal Vives i Tutó en San Andrés de Llavaneras. También es autor de la Virgen de la Alegría en la Catedral de Barcelona, así como un monumento a Jaime II de Mallorca en Palma (1927). En el Palacio Episcopal de Barcelona fue autor de la imagen Mater Divinae Gratiae (1927), situada en una fuente en el patio del palacio, que fue sustituida en 1959 por una copia de Tomàs Bel i Sabatés, debido a su estado de erosión.
En 1949 se instaló en la plaza de la Virreina, de nuevo en Gracia, la Fuente de Rut, dedicada a este personaje bíblico, protagonista del Libro de Rut, una mujer moabita símbolo de la fidelidad familiar.
Realizó también varias imágenes para la Catedral de Santa María de Urgel: Santa Lucía, San Antonio de Padua, San Isidro Labrador, San José Oriol y San Sebastián. En el Templo Expiatorio de la Sagrada Familia, obra de Antoni Gaudí, realizó las imágenes de la Inmaculada Concepción, San José y el Sagrado Corazón para la cripta del templo. En la iglesia de San Vicente de Sarriá realizó las imágenes de la Purísima y de santa Eulalia.